# Српска дjевојка (пјесма)
Српска дјевојка је српска лирска народна пјесма, љубавног карактера, чији је аутор непознат. На први поглед се чини да је основна тема према којој се оријентисао народни пјевач физичка љепота, али он заправо много више пажње придодаје духовној љепоти младе дјевојке чије је име Милица. Пјесма је богата бројним мотивима, али се највише истиче мотив дјевојачке љепоте, и духовне и физичке, управо на којима је и заснована читава пјесма. Као споредни мотив који се надовезује на основни, представљене су дјевојачке дуге раскошне трепавице које су симбол љепоте.

## Тема
За основну тему ове пјесме се такође може узети идеална женска љепота, која се не огледа само у физичком смислу, већ и духовном, коју мало која дјевојка посједује, а испољава се управо у главној јунакињи пјесме.

## Мотиви
Ови мотиви и теме су карактеристични за лирску народну поезију, посебно љубавну. Поред тога, у епској и лирској поезији се начешће понављају такозвани стални епитети то јесте они који се поред именице увијек појављују. У овом случају то би били црне очи, румене јагодице, бијело лице те дуге трепавице. Ови епитети се налазе у пјесми да би најбоље приказали лик надпросјечне љепоте у то вријеме. Што се тиче њеног унутрашњег описа, иако није дат кристално јасно и отворено, неке њене особине читалац може да схвати из дубље анализе пјесме. Милица не показује уображеност, с обзиром на њену љепоту, већ је једноставна, тиха, мирна и патријархално васпитана дјевојка. Овакве особине се могу извући из њених поступака, од којих је најбоље за примјер узети сцену када све дјевојке дигну поглед у небо да би видјеле гдје су сјевнуле муње, а једина је Милица од свих дјевојака која гледа и даље испред себе и не обраћа пажњу. Овим нам пјесник показује да Милица чак и кад се налази у друштву не мијења своје понашање и остаје смирена и честита дјевојка. Управо то (говорљивост и слобода других дјевојака а ћутање и затвореност Милице) су можда и разлози зашто је Милица на неки начин несхваћена, те отуђена и издвојена од осталог дјевојачког свијета. Њено понашање је описано као издвојено, што наводи околину да то сматрају или лудошћу или великом мудрошћу. Мотив ове пјесме се прилично често појављује у народним пјесмама, али оно што издваја ову пјесму из мноштва других јесте начин казивања, али и чињеница да се у пјесми појављује и лик, мада не јасно описан и у првом плану као Милица. Чињеница коју откривамо о мистериозном момку из пјесме јесте и да није могао да из очију младе јунакиње открије да ли гаји љубав према њему или не, што се на неки начин може приказати као још једна од многобројних карактеристика Милице.

## Пјесничке слике
Што се тиче пјесничких слика које се појављују у овој пјесми, могу се у обзир узети пет, од којих се у задњој приказује читава поента, а уједно и порука ове пјесме. Прва пјесничка слика се проналази на самом почетку пјесме, када момак не успијева да открије осјећања дјевојке за коју гаји љубав. За наредну пјесничку слику узима се момчева одлука да сазове коло, желећи да упорно открије шта се налази у души младе Милице. Следећа слика се одвија док све дјевојке које су сазване играју у колу, а небом сјевају муње. Чак и природа помаже момку, али узалуд; све су дјевојке знатижељно погледале у небо, док је једина Милица која то не учини. Четврта слика се огледа када дјевојке пријатељски упитају Милицу о њеном поступку, желећи да знају иза чега стоји њено понашање. У петој и завршној слици, Милица им открива да се уопште не понаша чудно нити уображено, већ само онако како би свака пристојна и добро васпитана дјевојка требало да се понаша.